# انعدام الرأس
انعدام الرأس هو نوع من الاضطراب رأسي. وهو ما يعني حرفيا غياب الرأس. بل هو شرط أندر بكثير من انعدام الدماغ. عديم الرأس الجنين هو توأم طفيلي يعلق على الجنين سليما خلاف ذلك. الجنين عديم الرأس والجسم ولكن تفتقر إلى القلب والرأس، ويرد عنق الجنين إلى التوأم الطبيعي. وتقدم الدورة الدموية للجنين عديم الرأس بواسطة قلب التوأم. ويمكن أن الجنين عديم الرأس غير موجودة بشكل مستقل عن الجنين الذي تتمسك بها. وبالمثل، والأجنة عديم القلب نقص كل شيء من أعلى القلب، بما في ذلك الرأس والذراعين، وتتصرف على نحو مماثل لأجنة عديم الرأس.